# الحرب المغربية السونغية
الحرب المغربية السونغية هو نزاع استمر منذ 1591 حتى 1630. أهم المعارك كانت سنة 1591 (معركة تونديبي) ثم سنة 1599. نتج عن هذه الحرب انتصار الدولة السعدية وانقسام إمبراطورية سونغاي إلى عدة دول.

## دوافع الحرب
في سنة 1591 ساهمت مجموعة من العوامل الاقتصادية والسياسية في اطلاق السلطان السعدي أحمد المنصور الذهبي لحملته العسكرية ضد مملكة السونغاي. فمن الناحية الاقتصادية، طمعت الحملة المغربية في الاستحواذ على مناجم الملح واستغلال مناجم التبر التي تزخر بها الأرض السونغية. أما الدوافع السياسية، فأهمها هو أن هذه الحرب شكلت فرصة للسلطان السعدي لابعاد قادته العسكريين عن دائرة البلاط، وخصوصا ذوي الأصول الأندلسية منهم، والذين شكلوا فرقتين عسكريتين، فرقة الأندلسيين (المسلمين) وفرقة المستعربين  وكانوا يسمون بالعلوج قبل اسلامهم، منهم عناصر مسيحية كثيرة من عدة أجناس أوروبية. كان القادة العسكريين الأندلسيين يطمحون الدخول واسترجاع السيطرة على إسبانيا، التي كانت تعاني من هزيمة اسطولها الأرمادا، الأمر الذي رآه السلطان المغربي تهورا، ففكر في صرف طاقة الجيش في هذه الناحية البعيدة للتخلص من ضغوطهم وتطلعاتهم، لأن التوسع في الشرق أو الشمال أمر صعب، لوجود دولتين قويتين: الإمبراطورية العثمانية في الشرق، والإمبراطورية الإسبانية في الشمال. ولم يبق مجال للمنصور في تصريف هذه الطاقة الحربية إلا نحو الجنوب ونحو بلاد السودان.

## أطوار حرب 1591
عين جودر باشا، قائد فرقة المستعربين، على رأس الحملة العسكرية، التي تشكلت من 000 3 مقاتل موزعين كما يلي:
- 1000 جندي مستعرب و 1000 جندي أندلسي مسلم (مسلحين بقربينات).
- 500 فرسان صبايحية.
- 500 1 رامح مغربي من المشاة.

هذا إضافة لفصيل من 1600 رجل مكلفين بالمهام الاسنادية واللوجستية للحملة بما فيها قيادة دواب النقل (8000 جمل و1000 حصان).
بعد عبور عسير للصحراء، تقلص خلاله جيش جودر إلى 2000 رجل، وصلت الحملة العسكرية إلى النيجر في مارس 1591. بعد سلسلة من الاشتباكات، تمكن جودر من هزم جيش أسكيا إسحاق الثاني في معركة تونديبي في 12 أبريل، حيث أرغم الاسكيا على الاندحار نحو غاو، قبل أن يسلم المدينة للمغاربة بصفة نهائية. ورغم محاولة الاسكيا مقايضة انسحاب الغزاة ب 100000 قطعة ذهبية و1000 من الرقيق إلا أن عرضه قوبل بالرفض.

## مؤامرة انقلابية إسبانية
خلال غياب معظم الجيش بالصحراء كان الناصر ابن عبد الله الغالب لاجئا عند فيليب الثاني ملك إسبانيا، رفقة ابن أخيه مولاي الشيخ. وتم التحضير لمؤامرة على شكل ثورة بين فيليب الثاني والأمير الناصر ابن أخي المنصور. لكن استطاع جيش ولي العهد بفاس مع فرق من جيش مراكش التغلب على هذه الثورة وإخمادها. يروي عبد العزيز الفشتالي: 
| الحرب المغربية السونغية | لما عظم على الطاغية شأن ما أسفه من اسداء أمير المؤمنين وإلحامه وشحذ عزائمه الماضية على ما يؤمل من نكايته وتدمير أرضه، وأقلقه ذلك وحذر مغبته شمر للاعتمال في المكابد التي هي جنده الأقوى وحصنه الذي يلوذ به عند الشدائد فأملى الناصر لتفريق الكلمة وتحريك حوار الفتنة به، ليثني بذلك عزم مولانا أمير المؤمنين ويشغله عن شأنه ويكافيه على ما يعتمد فيه من نكايته فرمى به إلى مليلية من سواحل العدوة فنزل بها لثلاث بقين من شعبان عام ثلاث وألف (موافق 7 ماي 1595م)... | الحرب المغربية السونغية |

## الانعكاسات
الأرما أو «الرماة» هم مجموعة عرقية معاصرة في غرب أفريقيا تنحدر من المستوطنين المغاربة الذين قدموا لأول مرة خلال القرن 16 وأسسوا مستعمرة في تمبكتو. يعيشون حاليا في منتصف وادي نهر النيجر.

## وصلات خارجية
- ذكر مجيء الباشا جودر إلى بلاد السودان؛ كتاب «تاريخ السودان» للمؤلف عبد الرحمان السعدي، سنة 1655.